# Дечане (племя)

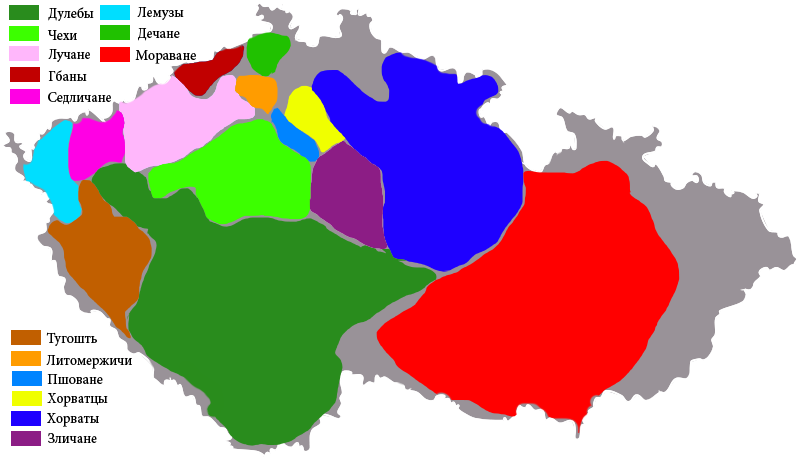
Местоположение средневековых чешских племён в границах современного государства Чехия.

Дечане (чеш. Děčané, пол. Deczanie) — западнославянское племя, которое относят к группе чешских племён.
Населяли бассейн Лабы у Рудных гор и Чешского бассейна (Север Чехии, у Дечин).
Упоминаются в Пражском документе 1086 года, где описывается население Пражского епископства.